# Sessa (Angola)
Sessa ist eine Ortschaft im Osten Angolas.

## Verwaltung
Sessa ist Sitz einer gleichnamigen Gemeinde (Comuna) im Landkreis (Município) von Bundas, in der Provinz Moxico. Die Gemeinde hat etwa 4000 Einwohner (Schätzung 2007). Die Volkszählung 2014 soll fortan für gesicherte Bevölkerungszahlen sorgen.